# Enrique Ortez Colindres
 (février 2021).
Si vous disposez d'ouvrages ou d'articles de référence ou si vous connaissez des sites web de qualité traitant du thème abordé ici, merci de compléter l'article en donnant les références utiles à sa vérifiabilité et en les liant à la section « Notes et références ».
Enrique Ortez Colindres, né le 29 octobre 1931 à Juticalpa (département d'Olancho et mort le 30 mars 2022, est un homme politique du Honduras qui s'est fait connaitre en tant que ministre des Affaires étrangères du gouvernement intérimaire putchiste de Roberto Micheletti en 2009.

## Biographie
Enrique Ortez Colindres est ambassadeur en France[Quand ?] puis directeur de la Banque centre-américaine d'intégration économique[Quand ?]. Nommé par Micheletti, il succède à Carlos López Contreras au ministère des Affaires étrangères de facto, le 7 juillet 2009. Le 11 juillet, il est muté au ministère de l'Intérieur après avoir qualifié Barack Obama de « petit Noir » qui ne savait rien du Honduras.